# Маунт-Морріс (Іллінойс)
Маунт-Морріс (англ. Mount Morris) — селище (англ. village) в США, в окрузі Оґл штату Іллінойс. Населення — 2861 особа (2020).

## Географія
Маунт-Морріс розташований за координатами 42°2′59″ пн. ш. 89°25′52″ зх. д. / 42.04972° пн. ш. 89.43111° зх. д. (42.049812, -89.431132).  За даними Бюро перепису населення США в 2010 році селище мало площу 3,89 км², уся площа — суходіл. В 2017 році площа становила 4,30 км², уся площа — суходіл.

## Демографія
Згідно з переписом 2010 року, у селищі мешкало 2998 осіб у 1295 домогосподарствах у складі 762 родин. Густота населення становила 771 особа/км².  Було 1410 помешкань (363/км²).
Расовий склад населення:
| - 95,8 % — білих - 0,6 % — чорних або афроамериканців - 0,2 % — корінних американців - 0,2 % — азіатів - 1,4 % — осіб інших рас |

До двох чи більше рас належало 1,9 %. Частка іспаномовних становила 4,1 % від усіх жителів.
За віковим діапазоном населення розподілялося таким чином: 22,2 % — особи молодші 18 років, 55,9 % — особи у віці 18—64 років, 21,9 % — особи у віці 65 років та старші. Медіана віку мешканця становила 43,8 року. На 100 осіб жіночої статі у селищі припадало 91,1 чоловіків;  на 100 жінок у віці від 18 років та старших — 85,0 чоловіків також старших 18 років.
Середній дохід на одне домашнє господарство  становив 50 978 доларів США (медіана — 41 733), а середній дохід на одну сім'ю — 63 558 доларів (медіана — 59 659). Медіана доходів становила 42 212 долари для чоловіків та 33 036 доларів для жінок. За межею бідності перебувало 18,1 % осіб, у тому числі 25,9 % дітей у віці до 18 років та 0,0 % осіб у віці 65 років та старших.
Цивільне працевлаштоване населення становило 1303 особи. Основні галузі зайнятості: освіта, охорона здоров'я та соціальна допомога — 31,2 %, виробництво — 20,3 %, роздрібна торгівля — 16,3 %.